# 참당귀
참당귀(Angelica gigas, Korean angelica 또는 giant angelica, purple parsnip 또는 dangquai)는 미나리과에 속하는 여러해살이풀로 한국과 중국, 일본 등에 분포한다. 참고로, 신감채로 불리기도 한다.
높이는 1~2m 정도로, 줄기 전체가 자줏빛을 띠며 향기가 많다. 꽃은 자주색을 띠며, 8-9월에 복산형화서(겹산형 꽃차례)로 무리지어 핀다. 열매는 타원형이고 넓은 날개가 가장자리에 달려 있다.
잎자루와 연한 줄기를 날것으로 먹거나 나물로 무쳐 먹는다. 뿌리는 보통 당귀라 하며 보혈 작용이 뛰어나 한방에서 주로 생리불순 등의 부인병에 쓴다. 거풍, 구어혈, 보혈, 화혈, 조경, 진정의 효능이 있고 두통, 복통, 관절통, 변비를 치료한다. 참고로, 참당귀와 비슷한 개구릿대(지리강활)가 있고 독초로 알려져 있지만 다른 한편으로 성분에서 기침, 어지럼증이나 항암 활성 등의 효능이 보고되고 있다. 왜당귀는 일본이 원산지인 당귀로 일본당귀라고도 하며 국내에서는 쌈채소로도 활용한다.

## 당귀
|                    |
| 당귀의 꽃과 봉우리 |

참당귀는 지리강활(개당귀), 바디나물뿐만아니라 묏미나리, 참나물등과 구별되는 특징들도 있지만 한편 비슷하게 보이는 유사한 점들도 공존한다.

## 성분
한국응용생명화학회는 제52권 제4호에서 참당귀의 주요성분으로  데쿠르신(decursin)과 데쿠르시놀 안겔레이트(decursinol angelate)를 주목하고 데쿠르시놀 안겔레이트(Decursinol angelate)의 함량은 뿌리>잎>꽃 순으로 높으며, 데쿠르신(decursin)의 함량은 뿌리>꽃>잎 순으로 높다는 농촌진흥청 국립원예특작과학원의 연구결과발표를 게제하였다.

## 이름
참당귀는 고려 때에는 단귀풀(旦貴草)으로 향명(鄕名)은 승암초(僧庵草)라고 불렸다. 조선시대에는 승엄초불휘, 승검초불휘, 승검초 등의 이름으로 불려왔다. 그외 당귀의 별칭으로서는 문귀(文歸), 건귀(乾歸)가 있다. 우리나라에서 전통적으로 쓰여온 것은 참당귀(土當歸, A. gigas NAKAI)이다. 그러나 흔히 당귀라고 하면 우리나라에서 재배도 되고 비교적 시장성도 높은 일당귀(日當歸, A. cutiloba KITAKAWA)를 가리킬수있으며, 중국에도 당귀(當歸, A. sinensis)가 있다고 알려져있다.

## 같이 보기
- 안토시아닌
- 락투카리움